# Moriyama Hiroshi
Moriyama Hiroshi (森山 裕 (Sâm Sơn Dụ)  sinh ngày 8 tháng 4 năm 1945) là một chính khách người Nhật Bản. Ông là đảng viên đảng Dân chủ Tự do và là Nghị viên Chúng Nghị viện. Moriyama từng là Bộ trưởng Nông nghiệp, Lâm nghiệp và Thủy sản Nhật Bản trong Nội các Abe lần 3 cải tổ lần 1.